# Rotuły
Rotuły Mikołaja Kochanowskiego do synów swych – zbiór poezji Mikołaja Kochanowskiego, wydany pośmiertnie w Krakowie w 1585.
Rotuły, czyli małe elegie, zainspirowane były Moraliami Plutarcha, które Kochanowski przetłumaczył. Stanowią rodzaj filozoficznego testamentu pozostawionego synom. Tomik zawiera także trzy krótkie cykle opowieści pod wspólnym tytułem Pod obrazy konterfektu żywota ludzkiego. Zbiór wydała po śmierci Kochanowskiego jego żona Katarzyna Tymińska z Jasieńca.
Utwory przeniknięte są purytańską surowością, ascetycznym kultem cnoty, rozumianej jako wewnętrzne doskonalenie się, wyobcowanie ze świata i przystosowywanie własnych ambicji do naturalnych konieczności. Podejście Kochanowskiego odbiegało od renesansowego rozumienia cnoty jako rozsądku i umiaru. Skrajna postawa bliższa była rodzącym się koncepcjom barokowym.